# Boxe nos Jogos Pan-Americanos de 2023 - Até 50 kg feminino
A competição da categoria até 50 kg feminino  do boxe nos Jogos Pan-Americanos de 2023 em Santiago, Chile, foi realizada de 21 a 27 de outubro no Centro de Treinamento Olímpico. Um total de 15 boxeadoras de 15 CONs competiram.
As duas finalistas se classificaram aos Jogos Olímpicos de Verão de 2024 em Paris, França.

## Qualificação
Houve uma cota de 130 boxeadores para a competição (10 por categoria). O país-sede (Chile) recebeu vagas automáticas para todos os eventos. O restante das vagas foram concedidas através de diversos torneios qualificatórios. Todavia, o Comitê Olímpico Internacional decidiu posteriormente que a competição seria um evento de registro aberto, o que significava que um CON poderia inscrever um boxeador diretamente no torneio.

## Formato da competição
Como todos os eventos pan-americanos de boxe, a competição é um torneio direto de eliminação. Ambos os perdedores da semifinal recebem medalhas de bronze, então nenhum boxeador compete novamente após a primeira derrota. Os combates consistem em um sistema de pontuação em 3 rounds, onde o vencedor de cada round deve receber 10 pontos e o perdedor uma quantidade menor. Cinco juízes avaliam cada luta. O vencedor será o boxeador que mais marcou no final da partida.

## Medalhistas
| Ouro   | BRA Caroline de Almeida                 |
| Prata  | USA Jennifer Lozano                     |
| Bronze | COL Ingrit Valencia CAN Mckenzie Wright |

## Resultados
As pugilistas se enfrentam em lutas eliminatórias até a definição das medalhistas. As perdedoras das semifinais conquistam automaticamente as medalhas de bronze.
|  | Oitavas de final        | Oitavas de final        | Oitavas de final |  |  | Quartas de final        | Quartas de final        | Quartas de final        |   |                     | Semifinais              | Semifinais              | Semifinais |  |  | Final | Final | Final |
|  |                         |                         |                  |  |  |                         |                         |                         |   |                     |                         |                         |            |  |  |       |       |       |
|  |                         |                         |                  |  |  |                         |                         |                         |   |                     |                         |                         |            |  |  |       |       |       |
|  |                         |                         |                  |  |  | COL Ingrit Valencia     | COL Ingrit Valencia     | 3                       |   |                     |                         |                         |            |  |  |       |       |       |
|  | MEX Ingrid Gómez        | MEX Ingrid Gómez        | 0                |  |  | ARG Aldana López        | ARG Aldana López        | 2                       |   |                     |                         |                         |            |  |  |       |       |       |
|  | ARG Aldana López        | ARG Aldana López        | 5                |  |  |                         |                         |                         |   | COL Ingrit Valencia | COL Ingrit Valencia     | 1                       |            |  |  |       |       |       |
|  | PAN Yuliett Hinestroza  | PAN Yuliett Hinestroza  | 4                |  |  |                         | BRA Caroline de Almeida | BRA Caroline de Almeida | 4 |                     |                         |                         |            |  |  |       |       |       |
|  | DOM Novoanny Núñez      | DOM Novoanny Núñez      | 1                |  |  | PAN Yuliett Hinestroza  | PAN Yuliett Hinestroza  | 0                       |   |                     |                         |                         |            |  |  |       |       |       |
|  | BRA Caroline de Almeida | BRA Caroline de Almeida | 5                |  |  | BRA Caroline de Almeida | BRA Caroline de Almeida | 5                       |   |                     |                         |                         |            |  |  |       |       |       |
|  | HAI Kathreen Sterling   | HAI Kathreen Sterling   | 0                |  |  |                         |                         |                         |   |                     | BRA Caroline de Almeida | BRA Caroline de Almeida | 5          |  |  |       |       |       |
|  | CRC Valeria Cárdenas    | CRC Valeria Cárdenas    | 4                |  |  |                         | USA Jennifer Lozano     | USA Jennifer Lozano     | 0 |                     |                         |                         |            |  |  |       |       |       |
|  | PUR Gracemarie Quiles   | PUR Gracemarie Quiles   | 1                |  |  | CRC Valeria Cárdenas    | CRC Valeria Cárdenas    | 0                       |   |                     |                         |                         |            |  |  |       |       |       |
|  | CAN Mckenzie Wright     | CAN Mckenzie Wright     | 3                |  |  | CAN Mckenzie Wright     | CAN Mckenzie Wright     | 5                       |   |                     |                         |                         |            |  |  |       |       |       |
|  | EAI Aylin Jamez         | EAI Aylin Jamez         | 2                |  |  |                         |                         |                         |   | CAN Mckenzie Wright | CAN Mckenzie Wright     | 0                       |            |  |  |       |       |       |
|  | VEN Tayonis Cedeño      | VEN Tayonis Cedeño      | 5                |  |  |                         | USA Jennifer Lozano     | USA Jennifer Lozano     | 5 |                     |                         |                         |            |  |  |       |       |       |
|  | CHI Kimberly Sandoval   | CHI Kimberly Sandoval   | 0                |  |  | VEN Tayonis Cedeño      | VEN Tayonis Cedeño      | 2                       |   |                     |                         |                         |            |  |  |       |       |       |
|  | USA Jennifer Lozano     | USA Jennifer Lozano     | 3                |  |  | USA Jennifer Lozano     | USA Jennifer Lozano     | 3                       |   |                     |                         |                         |            |  |  |       |       |       |
|  | ECU Susan Águas         | ECU Susan Águas         | 2                |  |  |                         |                         |                         |   |                     |                         |                         |            |  |  |       |       |       |